# Økonomisk sociologi
Økonomisk sociologi er studiet af sociale årsager til og virkninger af forskellige økonomiske fænomener. Feltet kan inddeles i en klassisk periode og en moderne, der er kendt som "Ny økonomisk sociologi".
Den klassiske periode beskæftigede sig især med moderniteten og dens aspekter, bl.a. rationalisering (i sociologisk forstand), sekularisering, urbanisering, social lagdeling og så videre. Eftersom sociologi primært opstod som en reaktion på den kapitalistiske modernitet, spillede økonomi en stor rolle i mange af de klassiske sociologiske undersøgelser. Udtrykket "økonomisk sociologi" blev skabt af William Stanley Jevons i 1879 og senere brugt i værker af Émile Durkheim, Max Weber og Georg Simmel mellem 1890 og 1920. Webers arbejde om forholdet mellem økonomi og religion og den kulturelle affortryllelse af det moderne Vesten er et typisk eksempel på den fremgangsmåde, der anvendtes i den økonomiske sociologis klassiske periode.
Moderne økonomisk sociologi omfatter undersøgelser af alle moderne sociale aspekter af økonomiske fænomener; økonomisk sociologi kan således betragtes som et felt i skæringspunktet mellem økonomi og sociologi. Hyppige forskningsområder indenfor moderne økonomisk sociologi omfatter de sociale konsekvenser af økonomiske handlinger, de sociale betydninger, som de indebærer, og de sociale interaktioner, som de letter eller hindrer.